# 湖后水库
湖后水库是中国福建省漳州市龙海市程溪镇境内的一座水库，位于九龙江南溪上，建于1978年。水库正常库容为1200万立方米，集雨面积为14平方千米，海拔为351.8米。